# Joan Creus
Pour les articles homonymes, voir Creus.
Joan Creus Molist, plus connu sous le nom de Chichi Creus, né le 24 novembre 1956 à Ripollet (province de Barcelone, Espagne), est un ancien joueur espagnol de basket-ball, évoluant au poste de meneur.

## Biographie
De 2008 à 2016, il est directeur sportif de la section basket du FC Barcelone.

### Palmarès
- Finaliste du championnat d'Europe 1983
- Champion d'Espagne 1981, 1998
- Vainqueur de la coupe du Roi 1981, 1982, 1996